# 威廉·尤特莫倫
威廉·查爾斯·尤特莫倫（英語：William Charles Utermohlen，1933年12月5日—2007年3月21日），美國具象藝術家，知名於1995年確診阿茲海默症後所繪製的自畫像。尤特莫倫的職業生涯從1957年持續到2001年，其畫作被濃縮成六個時期。《但丁時期》（1964-1966年）受到但丁《地獄》的影響；《啞巴時期》（1968-1970年）和《對話片段》（1989-1991）等系列依據他的早期記憶。
尤特莫倫生於南費城的第一代德國移民家庭，1951年獲得獎學金進入費城美術學院。服完兵役後，他於1953年赴西歐進修。他在那裏從文藝復興和巴洛克藝術家的作品獲得靈感，接著於1957年從美術學院畢業。他於1962年遷居至倫敦，並於1965年與藝術史學家派翠西亞·雷德蒙結婚。1972年他搬到麻薩諸塞州，擔任阿默斯特學院藝術科教師，然後在1975年返回倫敦。
他自1991年開始出現失憶徵兆。1995年被診斷出患有阿茲海默症後，他開始著手創作一系列自畫像，直至2001年無法再提起畫筆。他於2007年3月21日去世，享壽73歲。在其作品刊登於2001年《柳葉刀》雜誌後的幾年間，尤特莫倫的自畫像已陳列於包括芝加哥和倫敦在內的多個藝術展。2019年奧斯卡獎入圍短片《勿忘我》受其自畫像啟發創作。

## 早年生活
威廉·查爾斯·尤特莫倫於1933年12月5日出生於賓夕法尼亞州南費城第一代德國移民家庭，是家中的獨子。1951年，他獲得獎學金進入賓夕法尼亞美術學院，並接受現實主義藝術家沃爾特·斯圖普菲格的教學指導。尤特莫倫於1953年服完兵役，其中包括在加勒比地区的兩年。退伍後不久，他赴西歐深造，遊歷義大利、法國和西班牙等國，期間所見的喬托·迪·邦多納和尼古拉斯·普桑的作品對他影響甚鉅。1957年，他從美術學院畢業。

## 死亡
尤特莫倫於2000年12月起。2002年，他不再繪畫，2004年住進路易絲公主療養院。2007年3月21日，他因肺炎於哈默史密斯醫院病逝，享壽73歲。遺孀派翠西亞表示：「實際上他早在那之前就已經不在了，比爾於2000年逝世，那時疾病意味著他不能再繪畫。」

## 建樹
尤特莫倫的自畫像在2001年登載在醫學雜誌《柳葉刀》上的一篇論文中後引起人們的關注，該論文經常被認為推動了作品的流行。 據徐錫稱，這些肖像已被標示為「他職業生涯的焦點」。
評論者將尤特莫倫的作品和文森·梵谷、巴勃羅·畢卡索和愛德華·蒙克類比，一些作家也將這些自畫像和馬溫·皮克的插圖相比擬。賽爾表示，尤特莫倫的作品為觀眾提供了「對大腦衰退影響的獨特寫照」。他早期自畫像的存在（讓觀眾可以創造出他精神衰退的延時攝影），以及他的作品讓阿爾茨海默病患者的思想難得一見的想法，是促成他越來越受歡迎的兩個方面。2019年短片《勿忘我》以自畫像為靈感，獲得2020年奥斯卡最佳动画短片奖提名。

## 另見
- 《时间尽头的每一角落》，英国電子音樂人The Caretaker以阿爾茨海默症為逐題摹擬的錄音室專輯。

### 註解
1. ↑  尤特莫倫曾希望他的作品成為醫學研究的主題，他心甘情願地參與《柳葉刀》發表的研究工作，該研究涉及疾病症狀與美學之間的聯繫。[13]

### 腳註
1. ↑  UK Government.
2. ↑  The Times 2007; Davenhill 2018，第318頁.
3. ↑  The Wall Street Journal 2012; Utermohlen, Polini & Boicos 2008，第5頁; Lock 2015，第244頁.
4. ↑  Utermohlen, Polini & Boicos 2008，第5頁.
5. ↑  NBC 2006.
6. ↑  The Wall Street Journal 2012.
7. ↑  Bradley et al. 2006，第152頁.
8. ↑  Derbyshire 2001; BBC 2001b.
9. ↑  Lock 2015，第245頁.
10. ↑  Utermohlen, Polini & Boicos 2008，第7頁.
11. ↑  Purcell 2012.
12. ↑  The Wall Street Journal 2012; Utermohlen, Polini & Boicos 2008，第7頁; Tulle 2004，第107頁.
13. ↑  Swinnen 2015，第147頁.
14. ↑  Hsu 2014，第111頁.
15. ↑  Swinnen 2015，第145頁.
16. ↑  Forsythe, Williams & Reilly 2017，第2頁.
17. ↑  Purcell 2012，para. 11.
18. ↑  Grobar 2020; McLean 2020.
19. ↑  Swinnen 2015，第145-146頁.
20. ↑  Academy of Motion Picture Arts and Sciences 2020.

### 期刊
- Cook-Deegan, Robert. . Issues in Science and Technology. 2018,. 35, No. 1. JSTOR 26594289.
- Crutch, Sebastian J.; Isaacs, Ron; Rossor, Martin N. . The Lancet. 30 June 2001, 357 (9274): 2129–33. PMID 11445128. doi:10.1016/S0140-6736(00)05187-4.
- Forsythe, Alex; Williams, Tasmin; Reilly, Ronan G. . Neuropsychology (American Psychological Association). January 2017, 31 (1): 1–10. doi:10.1037/neu0000303.
- Frei, Judith; Alvarez, Sarah E.; Alexander, Michelle B. . Journal of Nursing Education. December 2010, 49 (12): 672–676. doi:10.3928/01484834-20100831-04.
- . Harvard Art Museums (The President and Fellows of Harvard College). 2005. JSTOR 4301690.
- van Buren, Benjamin; Bromberger, Bianca; Potts, Daniel; Miller, Bruce; Chatterjee, Anjan. . Psychology of Aesthetics, Creativity, and the Arts (Educational Publishing Foundation). February 2013, 7 (1). doi:10.1037/a0029332.

### 書籍
- Bradley, Ronald J.; Harris, R. Adron; Jenner, Peter; Rose, F. Clifford. . Boston: Elsevier. 19 May 2006  [2022-04-05]. ISBN 978-0-08-046361-2. （原始内容存档于2022-05-07） （英语）.
- Baldwin, Clive; Capstick, Andrea. . Maidenhead, Berkshire New York, NY: McGraw-Hill Education. 1 October 2007  [2022-04-05]. ISBN 978-0-335-22271-1. （原始内容存档于2022-04-05） （英语）.
- Davenhill, Rachael. . Place of publication not known: Taylor and Francis. 8 October 2018. ISBN 978-0-429-91582-6.
- Gilhooly, Kenneth J.; Gilhooly, Mary L. M. . London: Elsevier. August 2021. ISBN 978-0-128-16615-4 （英语）.
- Lock, Margaret. . Princeton, New Jersey: Princeton University Press. 20 October 2015. ISBN 978-0-691-16847-0 （英语）.
- Mackowiak, Philip A. . Oxford, England: Oxford University Press. 29 November 2018. ISBN 978-0-190-85823-0.
- Swinnen, Aagje. . Bielefeld: transcript. 2015. ISBN 978-3-839-42710-1.
- Tulle, Emmanuelle. . New York, N. Y.: Nova Science. 2004. ISBN 978-1-590-33884-1 （英语）.